# توکان گلولیمویی
توکان گلولیمویی (نام علمی: Ramphastos citreolaemus) پرنده‌ای نزدیک‌گنجشک‌سان از تیرهٔ توکانان (Ramphastidae) شامل توکان‌ها، توکانچه‌ها و پرزبان‌ها است که در کلمبیا و ونزوئلا یافت می‌شود.